# Динар
Динар — грошова одиниця різних країн, більшість з яких є арабськомовні або були частиною Османської імперії (наприклад, держави які входили до складу Югославії). Слово «динар» (араб. دينار) пішло від денарія, назви монети Римської імперії. Гроші які згадуються у Корані, також мають назву динарів. Золотий динар — проєкт міжнаціональної валюти для арабських країн. «Ісламський динар», який дорівнює одному SDR, використовує Ісламський банк розвитку.
Історичним попередником сучасного динара є золотий динар — головна монета середньовічних ісламських імперій, вперше випущена в 696—697 роках халіфом Абд аль-Малік ібн Марваном.

## Країни, що використовують динар як власну валюту
- Алжир: Алжирський динар
- Бахрейн: Бахрейнський динар
- Іран: Іранський ріал складається з 100 динарів
- Ірак: Іракський динар (див. також курдистанський динар)
- Ісламська держава: динар ІДІЛу
- Йорданія: Йорданський динар
- Кувейт: Кувейтський динар
- Лівія: Лівійський динар
- Сербія: Сербський динар
- Північна Македонія: Македонський денар
- Туніс: Туніський динар

## Країни, що раніше використовували динар як власну валюту
- Сербське князівство: Сербський динар (1868—1918);
- Югославія: Югославський динар; Новий динар;
- Боснія і Герцеговина: Динар Боснії і Герцеговини;
- Хорватія: Хорватський динар;
- Республіка Сербська: Динар Республіки Сербської;
- Республіка Сербська Країна: Динар Сербської Країни;
- Федерація Південної Аравії: Південноаравійський динар;
- Народна Демократична Республіка Ємен: Динар південного Ємена;
- Судан: Суданський динар.